# Магнітометр

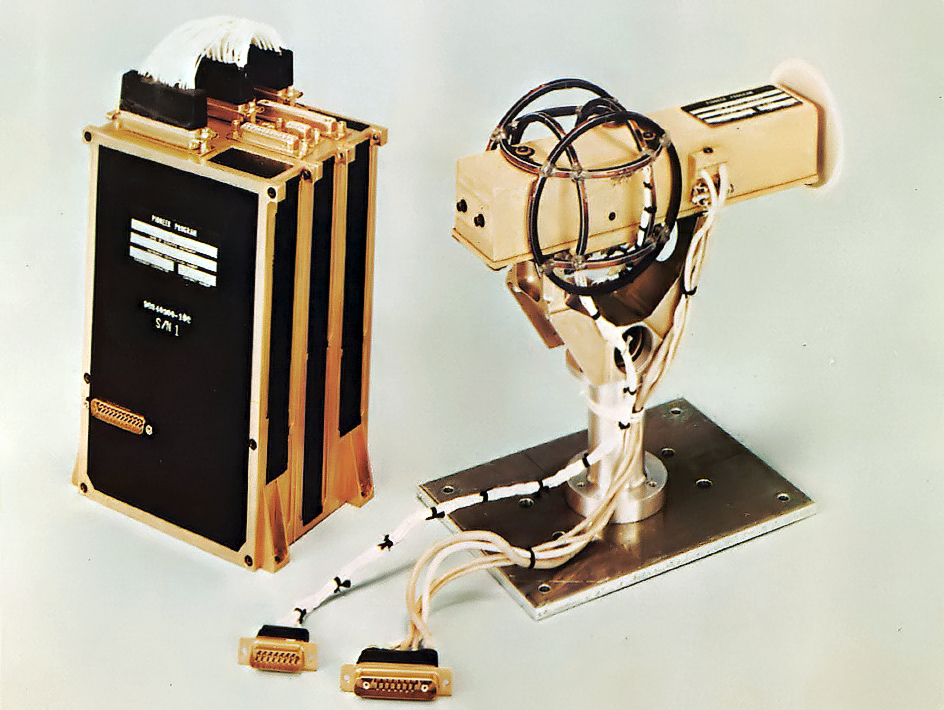
Гелієвий векторний магнітометр (HVM) встановлений на космічних апаратах Піонер-10 та Піонер-11.

Магнітометр (рос. магнитометр, англ. magnetometer, нім. Magnetometer n) – прилад для вимірювання напруженості магнітного поля та інших магнітних величин, зокрема магнітних характеристик матеріалів. Одним з найпоширеніших є магнітомеханічний магнітометр, в якому відбувається взаємодія двох постійних магнітів у вимірюваному магнітному полі, внаслідок чого один з них відхиляється на певний кут. 
За допомогою магнітометра вимірюють магнітне поле Землі, вивчають значні магнітні аномалії, розвідують корисні копалини тощо. 
М. використовують для вимірювання напруженості (А/м) або індукції магнітного поля (Тл), магнітного потоку (Вб), а також для визначення магнітного моменту (А•м²), намагніченості (А/м), магнітної сприйнятливості гірських порід.
Перший магнітометр розробив Карл Фрідріх Гаусс в 1833 році, і як і інші видатні розробки в XIX столітті він використовував ефект Холла, який досі широко застосовується.

## Класифікація
Класифікують магнітометри за фізичним явищем чи ефектом, на якому ґрунтується його дія, за областями застосування, за умовами експлуатації, за ступенем інформативності (скалярні, векторні і тензорні), що знаходить відбиття в найменуванні приладу: "квантовий магнітометр", "морський буксируваний магнітометр "," трикомпонентний індукційний". Найпоширеніша класифікація магнітометрів за фізичним явищем, використовуваним у вимірювальних перетворювачах (ВП) приладу.

### Гальваномагнітні магнітометри
Гальваномагнітні магнітометри засновані на використанні ефектів, що виникають при одночасному впливі на напівпровідник електричних і магнітних полів : ефекту Холла, магніторезистивного ефекту (див. магнетоопір), магнітоконцентраційного і магнітодіодного ефектів. Найширше практичне застосування для вимірювання магнітної індукції постійних, змінних і імпульсних полів отримали М. з ВП на основі ефекту Холла, що мають лінійну залежність електричного поля від магнітного поля в широкому діапазоні його значень і чутливістю ~ 10-7 - 10-6 Тл . Тесламетри Холла застосовуються для контролю магнітних систем електровимірювальних і електронних приладів; для вимірювання магнітної індукції в зазорах електродвигунів, генераторів, електромагнітних реле; для вимірювання та аналізу полів розсіювання джерел постійних, змінних і імпульсних магн. полів.
Магніторезистивні тесламетри застосовуються в області сильних полів ( понад 1-2 Тл ) , де залежність електричного опору від магнітної індукції лінійна.

У практиці магн. обсерваторій і метрологічних інститутів, а також для визначення намагніченості земних порід і властивостей магнітних матеріалів застосовуються магнітомеханічні магнітометри, засновані на силовій взаємодії вимірюваного магн. поля з постійним магнітом (кварцові М., крутильні М., магн. ваги, магн. теодоліти, астатичні М. та ін.) Створюються М. на нових фіз. принципах і явищах : волоконно-оптичні М. на магнітострикційному ефекті ; М., засновані на використанні магнітопружних хвиль; М. з ВП на тонких феромагнітних плівках.

## Застосування
- В геології, при пошуку корисних копалин,
- В археології, при археологічних розкопках,
- В астрофізиці, при дослідженні орбіти планет,
- В навігації на морі, космосі та авіації,
- В біології та медицині,
- В сейсмології (прогнозу землетрусів).

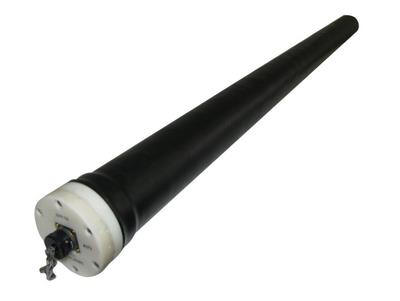
Індукційний магнітометр
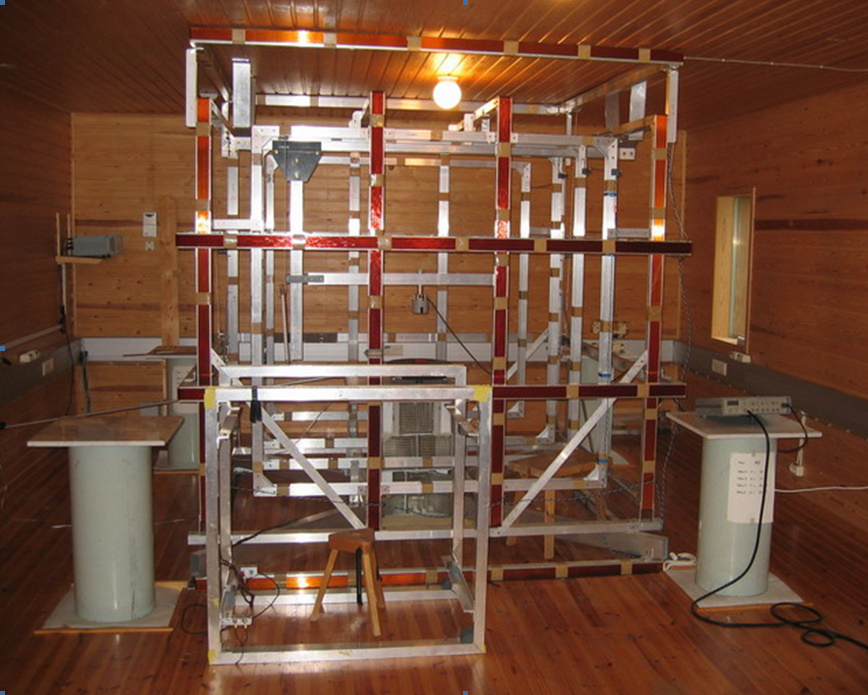
Система для калібрування магнітометрів